# Fiorde de Nærøy
O fiorde de Nærøy é um fiorde situado na comuna de Aurland, em Sogn og Fjordane, na Noruega. Possui uma extensão de cerca de 20 quilómetros, sendo na realidade uma ramificação de um fiorde maior denominado fiorde de Sogn.
Em 2005, o fiorde de Nærøy passou a figurar na lista do Património da humanidade da UNESCO, a par com o fiorde de Geiranger. Os fiordes encontram-se afastados por 120 km e integram-se na paisagens dos fiordes ocidentais noruegueses. A sua beleza natural deriva das suas rochas íngremes, que se erguem até 1400 metros acima do nível médio das águas do mar norueguês e descem até 500 metros abaixo desse nível. As suas paredes oferecem inúmeras quedas de água, os seus cumes escondem florestas de coníferas, glaciares e rios.
O ponto mais estreito do fiorde de Nærøy possui 250 metros de largura, sendo a sua largura diminuta ao longo de toda a sua extensão.
A quase ausência de tecnologia moderna ao longo de toda a sua paisagem contribui para a atmosfera mágica que emana.

## Galeria de imagens

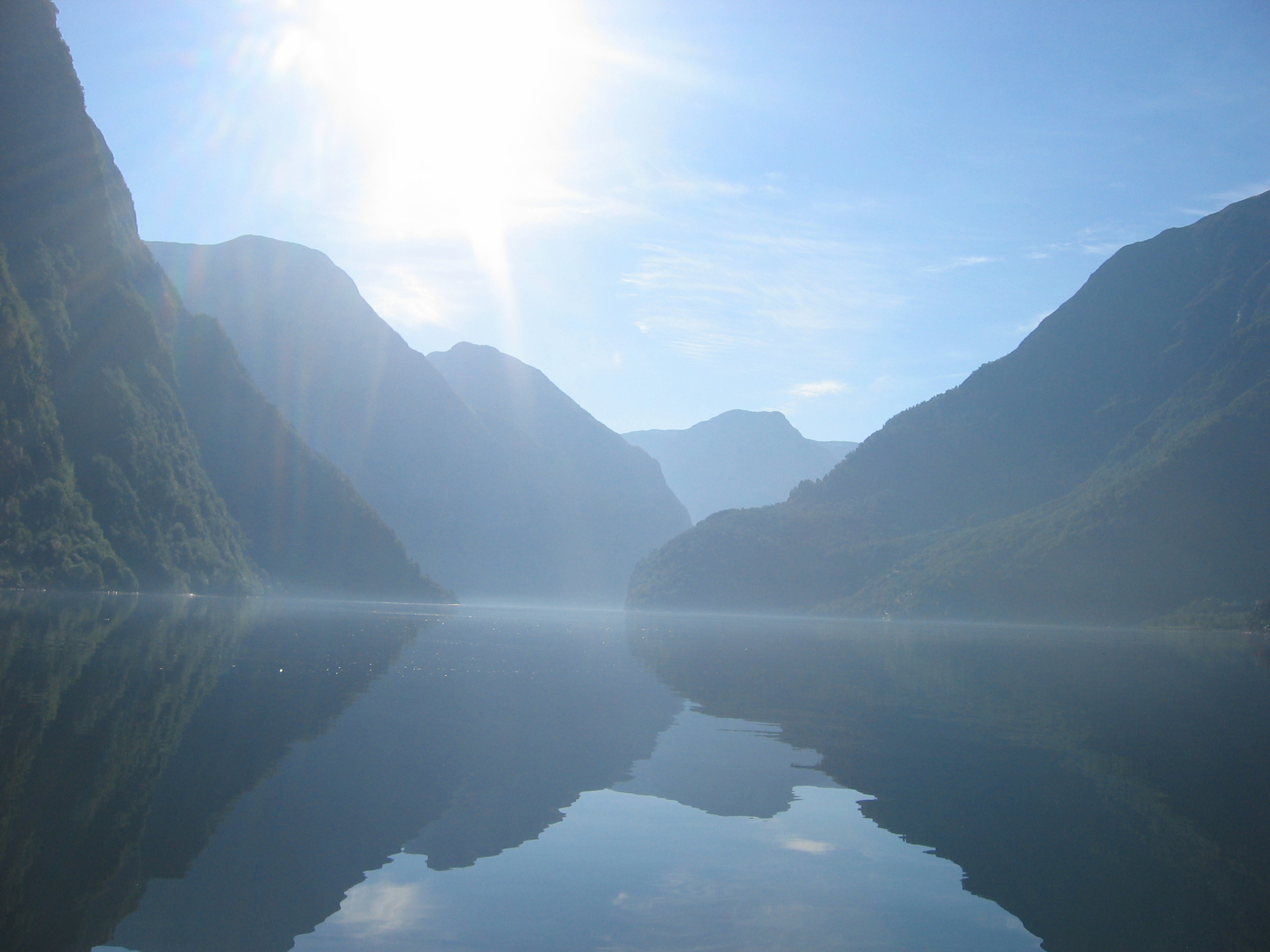
Espelho de água no fiorde de Nærøy.
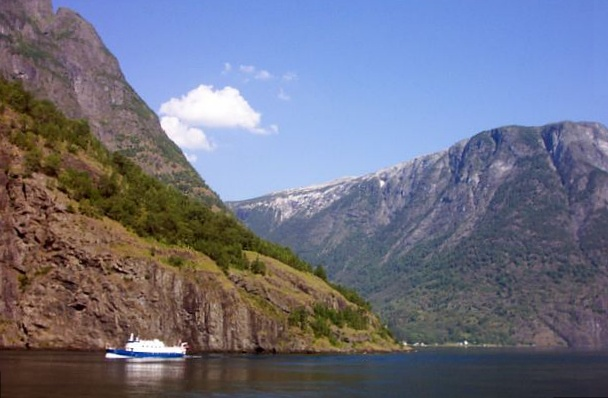
Fiorde de Nærøy
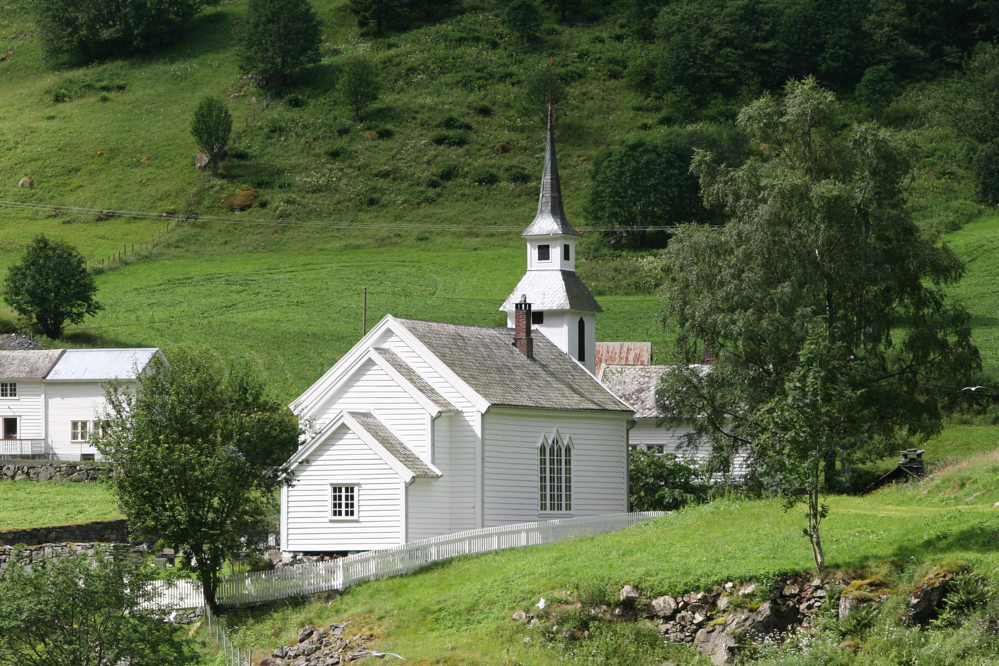
Igreja de Bakka (construída por volta de 1850) no fiorde de Nærøy